# Sébastien Daucé
Pour les articles homonymes, voir Daucé.
Sébastien Daucé est un chef d'orchestre et musicologue français, né le 4 juin 1980 à Rennes. 

## Formation
Sébastien Daucé a d'abord reçu une formation approfondie, comme choriste dans une maîtrise religieuse d'enfants liée à un chœur d'adultes et dit avoir été marqué de manière fondatrice par ces années de pratique, découvrant alors la musique de l'intérieur dans un parcours artistique et humain très différent de ce qui est enseigné dans les conservatoires.
Il déclare être allé ensuite se former à la musique ancienne au Conservatoire à rayonnement régional de Tours et au Conservatoire à rayonnement régional d'Angers, ce type de classes très spécialisées n'existant encore que dans de rares villes, autour de l'an 2000. Il a terminé sa formation à Lyon, au Conservatoire national supérieur de musique et de danse de Lyon.

## Carrière
Il est le directeur artistique et fondateur de l'Ensemble Correspondances, formé d'anciens élèves du Conservatoire national supérieur de musique et de danse de Lyon.
Sa rencontre avec l’œuvre de Marc-Antoine Charpentier a été déterminante. Dans le magazine Diapason de juillet 2019, page 7, il déclare : 

« On croise parfois des compositeurs sans y prêter beaucoup d’attention; avec d’autres, il arrive qu’on puisse échanger un moment, avant de passer son chemin. Charpentier fait partie d’une catégorie plus rare : il est de ceux qu’on rencontre pour ne plus jamais les quitter, et on le sait dès la première note. Pour les Histoires sacrées, nous avons travaillé certaines œuvres spécialement en vue de l’enregistrement, d’autres nous ont accompagné depuis quelques années — comme cette Peste de Milan pourtant inédite au disque ! Certaines figuraient déjà dans notre tout premier programme de concert, il y a dix ans. Plusieurs de ces histoires ont même passé l’épreuve de la scène, avec Vincent Huguet pour guide, renouvelant complètement notre manière de les envisager: ces musiques intenses aux paroles lointaines ont pris une nouvelle dimension où le texte et la puissance de ce qu’il raconte ont tout à coup retrouvé la première place, comme un miroir du monde d’aujourd’hui. À côté de l’harmonie prodigieuse, du contrepoint sublime, des formes expérimentales, le bonheur de la musique de Charpentier réside certainement aussi dans sa renaissance perpétuelle et inépuisable. »

## Discographie
Sébastien Daucé et l'Ensemble Correspondances enregistrent d'abord pour le label Zig-Zag Territoires, puis pour Harmonia Mundi.
- Charpentier, O Maria ! Psaumes et Motets - Ensemble Correspondances, Sébastien Daucé, orgue, clavecin et direction (2010, Zig-Zag Territoires) (OCLC 681531300).
- Boësset, L'Archange et le Lys : messe et motets d'Antoine Boesset - Ensemble Correspondances, Sébastien Daucé (1-5 mars 2011, Zig-Zag.Territoires) (OCLC 757079637).
- Charpentier, Motets pour la maison de Guise. Litanies de la Vierge H.83 et Miserere H.191 - Ensemble Correspondances, Sébastien Daucé (janvier 2013, Harmonia Mundi HMC 902169) (OCLC 887455303)
- Moulinié, Meslanges pour la chapelle d'un prince - Ensemble Correspondances, Sébastien Daucé (février 2014, Harmonia Mundi) (OCLC 973613839)
- Le Concert Royal de la Nuit [1653] : Jean de Cambefort, Antoine Boësset, Louis Constantin, Michel Lambert, Francesco Cavalli et Luigi Rossi - Didier Sandre, narrateur ; Ensemble Correspondances, Sébastien Daucé (janvier/février 2014, Harmonia Mundi) (OCLC 944030292)
- De Lalande, Leçons de Ténèbres - Ensemble Correspondances, Sébastien Daucé (2005, Harmonia Mundi HMC 902206) (OCLC 1085115727)
- Du Mont, O Mysterium. Motets & Élévations pour la Chapelle de Louis XIV - Ensemble Correspondances, Sébastien Daucé (Ambronay, septembre 2015, Harmonia Mundi) (OCLC 980607836)
- Charpentier, Pastorale de Noël, H.483, H.483 a, H.483 b ; Grandes Antiennes Ô de l'Avent, H.36 à 43 - Ensemble Correspondances, Sébastien Daucé (2016, Harmonia Mundi) (OCLC 973990305)
- Charpentier, La Descente d'Orphée aux enfers, H.488 - Ensemble Correspondances, Sébastien Daucé (janvier 2016, Harmonia Mundi) (OCLC 1084492695)
- Perpetual Night : Airs et chansons du 17e siècle : Robert Johnson, Lawes, Coprario, Jenkins, Blow, Locke, Purcell… - Ensemble Correspondances, Sébastien Daucé, Lucile Richardot (juillet 2017, Harmonia Mundi) (OCLC 1049852535)
- Ballet royal de la nuit - Ensemble Correspondances, Sébastien Daucé (11-12 novembre 2017, 2 CD Harmonia Mundi / 3 CD et 1 DVD Harmonia Mundi) (OCLC 1076515983).
- Charpentier, Histoires Sacrées - Ensemble Correspondances, Sébastien Daucé (2019, 2 CD et 1 DVD Harmonia Mundi HMM902280.81) (OCLC 1099936530)
- Les Plaisirs du Louvre. Airs pour la Chambre de Louis XIII - Ensemble Correspondances, Sébastien Daucé (24-27 juillet 2019, Harmonia Mundi) (OCLC 1141484852)
- Charpentier, Messe à 4 Chœurs H.4 - Ensemble Correspondances, Sébastien Daucé (2019, Harmonia Mundi HMM 902640)
- Septem Verba & Membra Jesu Nostri, Buxtehude, Schütz, Dijkman - Ensemble Correspondances, Sébastien Daucé (2021, 2 CD Harmonia Mundi)
- Michel-Richard de Lalande, Grands Motets, Dies irae, Miserere, Veni creator - Ensemble Correspondances, Sébastien Daucé (2022, CD Harmonia Mundi)
- Matthew Locke, Psyche - Ensemble Correspondances, Sébastien Daucé (2022, 2 CD Harmonia Mundi)
- Marc-Antoine Charpentier, In nativitatem Domini canticum H.416, Messe de minuit H.9, In Nativitate Domini Nostri Jesu Christi Canticum H.421, Te Deum H.147 - Ensemble Correspondances, Sébastien Daucé (2023 CD Harmonia Mundi)